# Quận Wheeler, Georgia
Quận Wheeler là một quận trong tiểu bang Georgia, Hoa Kỳ. Quận lỵ đóng ở thành phố , Georgia 6. Theo điều tra dân số năm 2000 của Cục điều tra dân số Hoa Kỳ, quận có dân số người 2.